# 戸田健太
戸田 健太（とだ たつひろ、1988年9月16日 - ）は、日本の俳優。長崎県出身。KISS Promotion所属。身長170cm。横浜国立大学卒。愛称は、たっつん。

## 経歴
2014年より舞台俳優として活動を開始。2015年に男女混合ユニットチームJOYのメンバーとなる。その後、メンズアイドルグループDocumen10のメンバーに選ばれ、2017年より神奈川県ご当地アイドルYOKOHAMA男子のリーダーに就任。青色担当。YOKOHAMA男子としてフラワーデザイナーなどの活動を開始。
2022年、KPOPミュージカル『BACK TO THE STAGEシーズン3』に出演。
2022年10月よりプロジェクト若ET KISS(ジャケットキス)により結成されたボーイズ・グループPOP CLOVERのメンバーとなる。ブルー担当。
2023年10月、KISS Promotion ソロプロジェクト「POP UP」が始動、個人ブランドの制作が発表された。

## 人物
- 趣味:プリザーブドフラワー、麻雀、読書[12]
- 特技:ゴルフ、シンコペーション
- 好きな食べ物:お寿司
- 口癖:それな

## 出演

### テレビ番組
- 地域情報便 じもっと!!（2019年9月18日、横浜ケーブルビジョン）[13]
- 吉田山田のドレミファイル♪（2019年11月2日、テレビ神奈川）[14]
- OH!舞DA PUMP!!エボリューション（2022年度、dTVチャンネル）

### ラジオ番組
- EVENING ブルー湘南（不定期、FM・ブルー湘南）
- Karat Lunch（2022年1月13日、渋谷クロスFM）[15]

### DVD
- 呪いの旅1 ～九州体当たり編～　(2016年 Spice Visual)
- 呪いの旅2 ～九州罰アタリ編～　(2016年 Spice Visual)
- 呪いの旅3 ～九州ぶっこみ編～　(2016年 Spice Visual)

### 舞台
- ライトニング～ヒートプラネットレディ～（2015年6月2日 - 6月28日） - ヒログス 役 [16]
- ～ BACK TO THE STAGE ～ シーズン3（2022年5月17日 - 22日） - エスティ 役[17]
- LIGHTNING～run death game～（2022年12月2日 - 12月4日）[18]